# Coppia non ordinata
In matematica, una coppia non ordinata è un insieme della forma {\displaystyle \{a,b\},} cioè un insieme che ha due elementi {\displaystyle a} e {\displaystyle b} senza nessuna particolare relazione tra loro. Diversamente una coppia ordinata {\displaystyle (a,b)} ha {\displaystyle a} come suo primo elemento e {\displaystyle b} come suo secondo elemento. 

## Descrizione
In una coppia ordinata {\displaystyle (a,b)} non occorre che i due elementi siano distinti, invece {\displaystyle \{a,b\},} è detto una coppia non ordinata solo se {\displaystyle a\neq b.}
Tuttavia per alcuni autori anche un singoletto è considerato una coppia non ordinata, sebbene oggi la maggior parte degli autori direbbe che {\displaystyle \{a,a\},} è un multiinsieme. È tipico usare il termine coppia non ordinata anche nella situazione in cui gli elementi {\displaystyle a} e {\displaystyle b} potrebbero essere uguali, finché questa uguaglianza non sia stata ancora stabilita.
Un insieme con precisamente due elementi è chiamato anche bi-insieme o (raramente) insieme binario.
Una coppia non ordinata è un insieme finito e la sua cardinalità (cioè il numero di elementi) è 2 o (se i due elementi non sono distinti) 1.
Nella teoria assiomatica degli insiemi, l'esistenza di coppie non ordinate è richiesta da un assioma, l'assioma della coppia.
Più in generale, una {\displaystyle n}-pla non ordinata è un insieme della forma {\displaystyle \{a_{1},a_{2},\ldots ,a_{n}\}}.